# 智慧財產及商業法院
智慧財產及商業法院是中華民國專責處理智慧財產和商業訴訟的專門法院，係根據《智慧財產及商業法院組織法》而設立。其前身為2008年7月1日成立的智慧財產法院，目前屬於相當於第二審層級的法院，不過亦有管轄與智財相關的第一審民事事件。2021年立法院通過《商業事件審理法》等的修正，智慧財產法院改組為「智慧財產及商業法院」。

## 管轄案件
依據《智慧財產及商業法院組織法》第3條之規定，智慧財產及商業法院管轄之案件有下列幾種：
1. 依《專利法》、《商標法》、《著作權法》、《光碟管理條例》、《營業秘密法》、《積體電路電路布局保護法》、《植物品種及種苗法》或《公平交易法》所保護之智慧財產權益所生之第一審及第二審民事訴訟事件，及依《商業事件審理法》規定由商業法院管轄之商業事件。
2. 因《中華民國刑法》第二百五十三條至第二百五十五條、第三百十七條、第三百十八條之罪或違反《商標法》、《著作權法》、《公平交易法》第三十五條第一項關於第二十條第一項及第三十六條關於第十九條第五款案件，不服地方法院依通常、簡式審判或協商程序所為之第一審裁判而上訴或抗告之刑事案件。但少年刑事案件不在此限。
3. 因《專利法》、《商標法》、《著作權法》、《光碟管理條例》、《積體電路電路布局保護法》、《植物品種及種苗法》或《公平交易法》涉及智慧財產權所生之第一審行政訴訟事件及強制執行事件。
4. 其他依法律規定或經司法院指定由智慧財產及商業法院管轄之案件。

## 組織
- 院長

### 審判部門
- 智慧財產法庭
- 商業法庭

### 行政部門
- 書記處
  - 紀錄科
  - 總務科
  - 文書科
  - 研究發展考核科
  - 訴訟輔導科
  - 法警室
  - 法官助理
- 技術審查官
- 司法事務官
- 人事室
- 會計室
- 統計室
- 政風室
- 資訊室

## 特色
智慧財產及商業法院的特色在於，其為台灣少數的專業法院之一（一般認為少年及家事法院亦屬專業法院），另一方面，其打破過去普通法院與行政法院雙軌並行的法院體制，智慧財產法院可以審理與智慧財產案件有關的民事訴訟、刑事訴訟及行政訴訟事件。且另一方面，該法院中同時存在有民事第一審及第二審的法院。另外，依據官方表示，智慧財產法院自2008年7月1日成立後，因訴訟同軌、見解統一，積極審理、迅速正確的解決有關智慧財產及商業之法律紛爭，在各項業務有效運作下，成為台灣於2009年1月16日從美國特別301報告一般觀察名單除名的關鍵原因之一。

## 交通

### 搭乘公車
「板橋公車站」下車，進入臺鐵板橋車站「一樓車站大廳」，再依說明4所示進入本院。 

### 搭乘捷運、臺鐵、高鐵
- 板南線板橋站下車（出站往3A出口），請搭乘手扶梯或電梯至「一樓車站大廳」，再依說明4所示進入本院。
- 環狀線板橋站下車（出站往4號出口或者5號出口）， 臺鐵、高鐵板橋車站正門設於車站對面。

### 自行開車
請將車輛停放於板橋車站地下二、三樓停車場，搭乘電梯至「一樓車站大廳」，再依說明所示進入本院。 
至1樓車站大廳後，請往車站「北2出口」方向前進（面站前路，請參考下列平面圖），距北二出口門口約5公尺處請停下查看，左右兩側分別為「北2A入口」、「北1A入口」（門首藍底白字標示北一A、北二A字樣）。
本院聯合服務中心、第一法庭請由「北1A入口」進入後直行至警衛台前右轉搭乘電梯上三樓；第二至五法庭請由「北2A入口」進入後直行至警衛台前左轉搭乘電梯上三樓（第一至三準備庭請上四樓）。
第二至五法庭前往聯合服務中心、第一法庭，請依院內往東側大樓指標經中央通道前往（第一至三準備庭請先搭乘電梯至三樓再依指標前往）。

## 外部連結
- 智慧財產及商業法院網站 （页面存档备份，存于）（中文）（英文）